# Gonzalo Duarte García de Cortázar
Gonzalo Duarte García de Cortázar SSCC (* 27. September 1942 in Valparaíso) ist ein chilenischer Ordensgeistlicher und emeritierter römisch-katholischer Bischof von Valparaíso.

## Leben
Gonzalo Duarte García de Cortázar trat der Ordensgemeinschaft der Arnsteiner Patres bei und empfing am 8. Juli 1968 die Priesterweihe.
Papst Johannes Paul II. ernannte ihn am 31. Januar 1995 zum Militärbischof von Chile und Titularbischof von Lamiggiga. Der Apostolische Nuntius in Chile, Erzbischof Piero Biggio, spendete ihm am 2. April desselben Jahres die Bischofsweihe; Mitkonsekratoren waren José Joaquín Matte Varas, emeritierter Militärbischof von Chile, und Francisco Javier Prado Aránguiz SSCC, Bischof von Rancagua. Als Wahlspruch wählte er einen Vers aus dem Buch der Psalmen (Ps 28,7 ): Dominus fortitudo mea (lat.: Der Herr ist meine Stärke). Am 7. März 1998 erklärte er gemäß den neuen Vergaberichtlinien der römischen Kurie seinen Verzicht auf seinen Titularsitz.
Am 4. Dezember 1998 wurde Bischof Duarte García zum Bischof von Valparaíso ernannt. Von seinem Amt als Militärbischof trat er am 4. November 1999 zurück.
Papst Franziskus nahm am 11. Juni 2018 seinen altersbedingten Rücktritt an.